# Reichspropagandaleitung der NSDAP
La Reichspropagandaleitung der NSDAP (en français, direction de la propagande du Reich de la NSDAP) (RPL) est la principale agence du NSDAP pour la presse, le cinéma, la radio et l'« éducation populaire » de 1926 à 1945. En tant qu'agence du parti, elle existe malgré les liens personnels forts même après la prise du pouvoir en 1933, formellement indépendante du ministère de l'Éducation du peuple et de la Propagande du Reich. Le directeur de la propagande du Reich est chargé de surveiller, de coordonner et de normaliser la propagande du NSDAP, ses branches et associations affiliées. Son objectif particulier est la télédiffusion.

## Histoire
Le NSDAP emploie Hermann Esser comme directeur de la propagande en 1923, mais son bureau ferme après l'échec du putsch de la Brasserie et l'interdiction du NSDAP.
La Reichspropagandaleitung est créée le 30 juin 1926 après le rétablissement du NSDAP. Gregor Strasser occupe le poste jusque début 1928 ; en tant qu'adjoint, Heinrich Himmler jouit d'une liberté d'action particulièrement élevée. Ensuite Hitler agit un temps en tant que chef de la propagande du Reich, et en avril 1930, Joseph Goebbels lui succède.
Le siège de la direction de la propagande du Reich est d'abord à Munich, mais après l'arrivée au pouvoir des nazis, un bureau de liaison est mis en place à Berlin, il assume une part croissante du travail.
Un chef d'état-major (en 1937 Hugo Fischer (de), en 1942 Eugen Hadamovsky) et un adjudant (en 1926 Heinrich Himmler, en 1937 Karl Hanke) sont subordonnés au directeur de la propagande du Reich. Le chef de la propagande du Reich subordonne les chefs de propagande de Gau qui subordonnent les chefs de la propagande de district et enfin les chefs de propagande des groupes locaux.
La Reichspropagandaleitung der NSDAP a des offices (Amt), chacun avec sa ligne :
- Culture (directeur en 1937 Franz Moraller (de))
- Propagande active
- Cinéma (Film)
- Télédiffusion (directeur en 1937 Horst Dreßler-Andreß (de), en 1939 Hans Kriegler)

À partir de 1940, le service est progressivement restructuré. En 1941, il comprend six Hauptämter :
- Hauptamt pour la propagande
- Hauptamt pour la télédiffusion (directeur en 1941 August Staat)
- Hauptamt pour l'orientation des organisations
- Hauptamt pour le cinéma
- Hauptamt Reichsautozug „Deutschland“
- Hauptamt pour la culture (directeur en 1941 Hannes Kremer, en 1942 Karl Cerff (de))

Avec la loi no 2 du Conseil de contrôle allié du 10 octobre 1945, la Reichspropagandaleitung est interdite par le Conseil de contrôle allié et ses biens sont confisqués. La Bibliothèque nationale allemande répertorie 93 médias du RPL, y compris à tort des médias d'autres organisations nazies.

## Amt Film
L'Office du cinéma, qui est subordonné à Carl Neumann à partir de 1937 et à Arnold Raether à partir de 1941, est principalement concerné par la réalisation de projections de films de propagande. L'office est divisé en domaines d'organisation, de gestion de trésorerie, de production et de technologie, de dramaturgie, de production de films culturels et de presses cinématographiques.
L'office dispose d'un vaste réseau de distribution, qui existe en parallèle avec le réseau des cinémas urbains créé dans la République de Weimar.
En 1936, afin de pouvoir diffuser de la propagande cinématographique dans les zones rurales dépourvues de salles de cinéma, les Gaufilmstellen disposent de 300 wagons de cinémas sonores équipés des derniers équipements de projection. Deux trains spéciaux peuvent également être utilisés pour de tels spectacles.
La Reichspropagandaleitung der NSDAP et ses Gaufilmstellen produisent également leurs propres courts métrages et documentaires. Quelques exemples :
- Aus der Tiefe empor (Walter W. Trinks, 1934)
- Gestern und heute (de) (Hans Weidemann, 1938)
- Jahre der Entscheidung (Hans Weidemann, Carl Junghans, Lothar Bühle, 1937–39)
- Juden ohne Maske (Walter Böttcher, Leo von der Schmiede, 1937)
- Sowjet-Paradies (Friedrich Albat, 1942)